# Umaid Bhawan Palace
Ne doit pas être confondu avec Umed Bhawan Palace.
L'Umaid Bhawan Palace est un palais situé à Jodhpur en Inde. C'est l'une des plus grandes résidences privées au monde. 
Il porte le nom de son constructeur, le Maharaja Umaid Singh.

## Histoire
En raison de sa localisation sur la colline Chittar, point le plus élevé de Jodhpur, le palais porta le nom de Chittar palace pendant sa construction.
Le maharaja Umaid Singh posa la première pierre le 18 novembre 1929. La construction s'acheva en 1943 et fournit du travail à des milliers de personnes alors que le peuple souffrait de famine.
Le palais compte 347 pièces et se compose de trois parties :
- la résidence de la famille princière du maharaja de Jodhpur
- un hôtel de luxe géré par le groupe Taj Hotels Resorts and Palaces depuis 1972
- un musée consacré à l'histoire de la famille princière au XXe siècle.